# Intervitis Interfructa
Die Intervitis Interfructa ist eine internationale Technik-Fachmesse für Weinbau, Kellerwirtschaft und Brennereitechnik, die auf dem Ausstellungsgelände der Messe Stuttgart stattfindet. Sie wird alle drei Jahre im Frühjahr ausgerichtet. Veranstalter ist die Landesmesse Stuttgart GmbH im Verbund mit dem Deutschen Weinbau Verband e.V. (DWV).

## Geschichte
Ihren Ursprung hat die heutige Messe in einem Weinbaukongress mit Weinbauausstellung, den der Deutsche Weinbauverband satzungsgemäß in regelmäßigen Abständen veranstaltet. Von 1969 an wurde die Weinbauausstellung Intervitis genannt. Seit 1972 findet die Messe regelmäßig in Stuttgart statt. 1989 wurde die Messe um die Bereiche Obst und Fruchtsaft erweitert und hieß seitdem Intervitis Interfructa. Sie wurde bis 2013 alle drei Jahre im Frühjahr ausgerichtet. 2014 gewann der Veranstalter DWV die DLG als fachlichen Träger für das Thema Sonderkulturen. 2016 und 2018 fand die Messe im Herbst im zweijährigen Turnus unter dem Namen „Intervitis Interfructa Hortitechnica – Technik für Wein, Fruchtsaft und Sonderkulturen“ statt, zuletzt vom 27. bis 30. November 2016. 25.458 Besucher aus 57 Ländern kamen 2016 nach Stuttgart, wo auf 46.300 Quadratmetern 412 Unternehmen aus 22 Nationen ausstellten. Zukünftig soll der Name wieder Intervitis Interfructa sein und der Turnus wieder auf dreijährlich und einen Termin im Frühjahr wechseln.

## Konzept
Die Messe verbindet Fachmesse und Kongress. Die Ausstellungsschwerpunkte sind an der landwirtschaftlichen Prozesskette von Anbau- und Erntetechnologie Ernte über Verarbeitung und Prozesssteuerung, Abfüll- und Verpackungstechnologie Verpackungstechnik bis Organisation und Vermarktung ausgerichtet. Die Fachmesse richtet sich an Fachleute aus der Weinbranche, aus der Fruchtsaftindustrie und von Brennereien.

## Besonderheiten
Neben der Ausstellung technischer Neuheiten ist der fachliche Austausch auf wissenschaftlicher und praxisnaher Ebene Teil der Intervitis Interfructa. Der Deutsche Weinbauverband veranstaltet in Verbindung mit der Fachmesse den Deutschen Weinbaukongress. Er umfasst Tagungen vom Anbau über die Kellerwirtschaft bis zur Vermarktung. Fachleute aus Forschung, Industrie und Weinbranche nutzen diese Plattform zum Austausch neuer wissenschaftlicher Erkenntnisse und Erfahrungen sowie zur Erörterung von Zukunftstrends. Der Kongress ist aber auch ein politisches Forum, auf dem aktuelle Themen der internationalen, europäischen und nationalen Weinbranche diskutiert werden. Organisationen der Branche nutzen den Kongress für eigene Veranstaltungen, etwa die Jungwinzer und Junglandwirte, Winzerinnen und Landfrauen, Rebenpflanzguterzeuger, Önologen und Winzergenossenschaften.
Während der Messe finden weitere Tagungen für Betriebe der Sonderkulturen, der Fruchtsaftbranche und der Brennereien statt. Neue Techniken werden auf einem Maschinenvorführgelände im Einsatz gezeigt. Teil des Messeprogramms ist zudem ein Verkostungsworkshop, bei dem Besucher die Auswirkungen alternativer Herstellungsmethoden auf die Weinqualität erleben können. Mit Wettbewerben und der Vergabe von Auszeichnungen werden Innovationen angestoßen. So wird für Neu- und Weiterentwicklungen im Weinbau ein Innovationspreis verliehen. Für moderne Architektur im Weinbau wird auf der Messe der „Architekturpreis Wein“ vergeben.